# 建阳郡
建阳郡，中国南北朝时设置的郡。
西魏置建阳郡，北周沿置，治所在秦兴县（今四川青川县东北沙州镇北白龙江西岸。一说即今青川县），隶属于龙州。下辖秦兴县一县。辖境相当今四川省青川县东部地区。隋文帝开皇三年（583年）废建阳郡，属县直属龙州。